# Інститут термоелектрики НАН України та МОН України
Інститу́т термоеле́ктрики Націона́льної акаде́мії нау́к Украї́ни та Міністе́рства осві́ти і нау́ки Украї́ни — єдина у світі установа, що займається розвитком термоелектрики, одним із пріоритетних і перспективних напрямків сучасної фізичної науки.

## Історія
Інститут термоелектрики НАН України та МОН України створено в 1990 році на базі конструкторсько-технологічного бюро «Фонон».

## Напрямки наукових досліджень
- розвиток фундаментальних основ термоелектричного перетворення енергії;
- нові речовини та матеріали для термоелектричного перетворення енергії;
- екологічна термоелектрична енергетика та термоелектричні ресурсозберігаючі технології;
- науково-технічне та технологічне забезпечення практичних застосувань термоелектрики.

## Діяльність
Структура інституту включає відділи, що займаються фундаментальними проблемами термоелектрики, відділи фізики та технології матеріалів і конструкторсько-технологічні відділи. Завдяки цьому досягається комплексність робіт — від фундаментальних досліджень до створення термоелектричної продукції. Діє спеціалізована вчена рада із захисту дисертаційних робіт. Інститут є базою для кафедри термоелектрики Чернівецького національного університету.
У 1993 р. дослідне виробництво Інституту було виділено в термоелектричну компанію «Алтек» зі статусом Товариства з обмеженою відповідальністю.
З 1993 року Інститут видає міжнародний науковий журнал «Термоелектрика», що розповсюджується в 40 країнах.

## Основні досягнення та розробки
В Інституті створено: теорію функціонально-градієнтних термоелектричних матеріалів; теорію і технологію принципово нових типів термоелементів, якими істотно розширюються можливості застосування термоелектрики; новітні термоелектричні матеріали; альтернативні джерела електрики що використовують енергію сонячного випромінювання, теплову енергію ґрунтів і водоймищ; термоелектричні генератори, які засновані на використанні відходів тепла від промисловості та від двигунів внутрішнього згорання; автономні джерела електрики з використанням вуглеводневих палив та теплової енергії від радіоізотопів; системи термоелектричного охолодження у тому числі для космічних застосувань; термоелектричні теплові насоси; прилади вимірювальної техніки — мікрокалориметри, вимірювачі енергії електромагнітного випромінювання та змінних електричних струмів, сенсори лазерного випромінювання та тепломіри.